# Kristóf János (festő)
Kristóf János (Dunabogdány, 1922. május 4. – 2019) magyar festőművész.
A budapesti Képzőművészeti Főiskolán tanult 1947–1952 között. Mesterei Szőnyi István, Boldizsár István, Bernáth Aurél voltak.
Díjai: Fiatal Művészetek Stúdiója díj, (1955, 1956), Munkácsy-díj (1957).
1952-től szerepel a hazai tárlatokon és a magyar művészet külföldi rendezvényein. A megújult vidéki életforma festője; intim, lírai hangvételű kompozícióiban megejtő hittel vall a Dunakanyar tájairól és embereiről.

## Művei közgyűjteményekben
- Báthory István Múzeum, Nyírbátor
- Damjanich János Múzeum, Szolnok
- Magyar Nemzeti Galéria, Budapest
- Móra Ferenc Múzeum, Szeged.

2012. Leányfalu Aba-Novák Galéria, Széttartó párhuzam – Hock Ferenc (1924–2012) és Kristóf János (1922–) kiállítása
2017. 95. születésnapján szülőfalujában, a Dunabogdányi Művelődési Házban nyílt kiállítása, amelyről a Danubia Televízió készített felvételt.